# Peter Dronke
Ernst Peter Michael Dronke FBA (30 de maio de 1934 – 19 de abril de 2020) foi um estudioso especializado em literatura latina medieval. Ele foi um dos principais estudiosos da lírica latina medieval do século XX, e seu livro The Medieval Lyric (1968) é considerado a introdução padrão ao assunto.

## Vida e carreira
Dronke nasceu em 1934 em Colônia, Reno, Prússia, Alemanha, filho de Maria Dronke (nascida Minnie Kronfeld), uma atriz proeminente, e de Adolf John Rudolf Dronke, um juiz. Sua mãe nasceu judia e mais tarde se converteu ao catolicismo. Em 1939, deixou o país por causa do regime nazista, estabelecendo-se na Nova Zelândia e tornando-se cidadão neozelandês naturalizado. Dronke obteve seu bacharelado e mestrado em Wellington . Em 1955 recebeu uma bolsa de viagem para estudar no Magdalen College, Oxford. Depois de se formar pela primeira vez em inglês, em 1958 Dronke foi eleito para uma bolsa de pesquisa júnior de três anos no Merton College. Ele começou a lecionar latim medieval na Universidade de Cambridge em 1961 e tornou-se membro de Clare Hall em 1964. Ele foi ganhou o cargo de reader em 1979 e foi premiado uma cátedra pessoal em literatura latina medieval em 1989. Tornou-se membro da Academia Britânica em 1984, e membro estrangeiro da Academia Real Holandesa de Artes e Ciências em 1997. Em 2001, ele se aposentou.
Dronke casou-se com a colega medievalista Ursula Brown em 1961.
Ele morreu em 19 de abril de 2020.

## Obras selecionadas
- Medieval Latin and the Rise of the European Love-Lyric, 2 vols., (1965-6; 2d ed. 1968)
- The Medieval Lyric (1968; 2d ed. 1978; 3d ed. 1996)
- Poetic Individuality in the Middle Ages: New Departures in Poetry 1000–1500 (1970; 2d ed. 1986)
- Fabula: Explorations into the Uses of Myth in Medieval Platonism (1974)
- Women Writers of the Middle Ages: A Critical Study of Texts from Perpetua to Marguerite Porete (1984)
- Dante and Medieval Latin Traditions (1986)
- A History of Twelfth-Century Western Philosophy, editor (1988)
- Latin and Vernacular Poets of the Middle Ages (1991)
- Intellectuals and Poets in Medieval Europe (1992)
- Nine Medieval Latin Plays, translator (1994)
- Verse with Prose from Petronius to Dante: The Art and Scope of the Mixed Form (1994)
- Sources of Inspiration: Studies in Literary Transformations, 400–1500 (1997)
- Imagination in the Late Pagan and Early Christian World: The First Nine Centuries A.D. (2003)
- The Spell of Calcidius: Platonic Concepts and Images in the Medieval West (2008)